# Liste der Präsidenten von Zentralamerika
Am 15. September 1821 erklärte sich das Generalkapitanat Guatemala, das das Gebiet der heutigen Staaten Guatemala, El Salvador, Honduras, Nicaragua und Costa Rica umfasste und dem Vizekönigreich Neuspanien (Mexiko) unterstand, für unabhängig. Dadurch wurde der damals amtierende Generalkapitän Gaínza de facto zum ersten Regierungschef eines unabhängigen Zentralamerika. Bereits am 5. Januar 1822 schloss sich Zentralamerika auf Betreiben Gaínzas jedoch dem gerade entstehenden Kaiserreich Mexiko an und verlor so wieder seine Unabhängigkeit. Nach dem Sturz Kaiser Agustíns I. erklärte sich Zentralamerika am 1. Juli 1823 wiederum für unabhängig, wobei der von Agustín I. eingesetzte Gouverneur Filísola versuchte, sich als Regierungschef zu etablieren, was jedoch misslang. Nach verschiedenen Regierungsjuntas wurde schließlich Ende 1824 Manuel José Arce zum ersten Präsidenten der „Vereinigten Provinzen von Zentralamerika“ gewählt. Diese Konföderation bestand bis 1840. 1844, 1852, 1898 und 1921/22 gab es Versuche, sie wiederzubeleben, die jedoch erfolglos blieben.
| Name | Lebensdaten                   | Herkunft                       | Amtszeit                             | Bild |
| --- | ----------------------------- | ------------------------------ | ------------------------------------ | ---- |
| Gabino Gaínza                                                                                            | 1753–1829                     | Spanien                        | 15. September 1821 – 5. Januar 1822  |      |
| Vicente Filisola                                                                                         | 1789–1850                     | Mexiko                         | 1. Juli 1823 – 10. Juli 1823         |      |
| 1. Junta: Pedro José Antonio Molina Mazariegos Antonio Rivera Cabezas Juan Vicente Villacorta Díaz       | 1777–1854 1784–1851 1764–1828 | Guatemala El Salvador          | 10. Juli 1823 – 4. Oktober 1823      |      |
| 2. Junta: Tomás Antonio O’Horan y Argüello José Santiago Milla Pineda Juan Vicente Villacorta Díaz       | 1775–1867 1783–? s. o.        | Guatemala Honduras El Salvador | 4. Oktober 1823 – 5. Februar 1824    |      |
| 3. Junta: Tomás Antonio O’Horan y Argüello Juan Vicente Villacorta Díaz José Cecilio Díaz del Valle      | s. o. s. o. 1780–1834         | Guatemala El Salvador Honduras | 5. Februar 1824 – 15. März 1824      |      |
| 4. Junta: Tomás Antonio O’Horan y Argüello José Cecilio Díaz del Valle Manuel José Arce y Fagoaga        | s. o. s. o. 1768–1847         | Guatemala Honduras El Salvador | 15. März 1824 – 20. Oktober 1824     |      |
| 5. Junta: Tomás Antonio O’Horan y Argüello José Cecilio Díaz del Valle José Manuel de la Cerda y Aguilar | s. o. s. o.                   | Guatemala Honduras Nicaragua   | 20. Oktober 1824 – 29. April 1825    |      |
| Manuel José Arce y Fagoaga                                                                               | s. o.                         | El Salvador                    | 29. April 1825 – 13. April 1829      |      |
| José Francisco Morazán Quezada                                                                           | 1792–1842                     | Honduras                       | 13. April 1829 – 25. Juni 1829       |      |
| José Francisco Barrundia y Cepeda                                                                        | 1787–1854                     | Guatemala                      | 25. Juni 1829 – 16. September 1830   |      |
| José Francisco Morazán Quezada                                                                           | s. o.                         | Honduras                       | 16. September 1830 – 1. Februar 1839 |      |
| Diego Vigil Cocaña                                                                                       | 1799–1845                     | Honduras                       | 1. Februar 1839 – 30. März 1840      |      |
| Juan Nepomuceno Fernández Lindo y Zelaya                                                                 | 1790–1857                     | Honduras                       | 1. März 1844 – 29. März 1844         |      |
| Fruto Chamorro Pérez                                                                                     | 1804–1855                     | Nicaragua                      | 29. März 1844 – 1. Dezember 1844     |      |
| José Trinidad Cabañas Fiallos                                                                            | 1805–1871                     | Honduras                       | 13. Oktober 1852 – 28. Oktober 1852  |      |
| Francisco Castellón Sanabria                                                                             | 1815–1855                     | Nicaragua                      | 28. Oktober 1852 – 10. November 1852 |      |
| Bundes-Exekutivrat: Ángel Ugarte Salvador Gallegos Manuel Coronel Matus                                  |                               | Honduras El Salvador Nicaragua | 1898 – 30. November 1898             |      |
| Provisorischer Föderationsrat: José Vicente Martínez José Martínez Suárez Dionisio Gutierrez             |                               | Guatemala El Salvador Honduras | 13. Juni 1921 – 7. Februar 1922      |      |